# Neotryssaturus pallidus
Neotryssaturus pallidus är en kvalsterart som beskrevs av Cook 1983. Neotryssaturus pallidus ingår i släktet Neotryssaturus och familjen Aturidae. Inga underarter finns listade i Catalogue of Life.